# 小行星7724
小行星7724（英語：7724 Moroso）是一颗围绕太阳公转的小行星。1970年7月24日，菲利克斯·阿圭勒天文台在圣胡安省发现了此天体。
这颗小行星的绝对星等为212.3085158735349等。